# Alofi

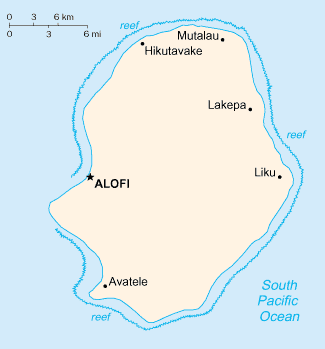
Alofi.

Alofi – stolica Niue, państwa stowarzyszonego z Nową Zelandią. Miasto położone jest na zachodnim wybrzeżu wyspy Niue, nad zatoką Alofi, w miejscu, gdzie znajduje się jedyna przerwa w rafie koralowej otaczającej wyspę. Alofi w 2006 roku liczyło 627 mieszkańców. Alofi jest drugą najmniejszą stolicą na świecie, pod względem liczby ludności (zaraz po Ngerulmud, stolicy Palau).
W mieście znajduje się w nim m.in. port wywozu kopry i bananów oraz Fale Fono – budynek parlamentu.
W styczniu 2004 Niue nawiedził cyklon Heta, który zabił co najmniej jedną osobę i zniszczył wiele budynków w stolicy.

## Historia
W 2004 roku miasto nawiedził cyklon Heta, który zabił dwie osoby i dokonał rozległych zniszczeń na całej wyspie. Zostało wtedy zniszczonych wiele budynków wraz ze szpitalem. Budynki parlamentu zostały przeniesione o 3 km w głąb wyspy.

## Geografia
Miasto jest położone w centrum Zatoki Alofii, na zachodnim wybrzeżu wyspy, w okolicach jedynej przełęczy między rafą koralową. Zatoka rozciąga się wokół 30% długości wyspy z Halagigie Point na południu, a Makapu Point na północy. Terytorium to graniczy z prowincjami: Avatele, Hakupu, Lakepa, Liku, Makefu, Mutalau, Tamakautoga oraz Tuapa.